# Asahi Production
Asahi Production Inc. (Nhật: 旭プロダクション Hepburn: Kabushiki-gaisha Asahi purodakushon) là một hãng sản xuất phim hoạt hình Nhật Bản được thành lập vào ngày 1 tháng 6 năm 1973. Công ty có trụ sở đặt tại Nerima, Tokyo.

## Thành lập
Asahi Production ban đầu được thành lập vào năm 1973 với tư cách là một xưởng chụp ảnh và sản xuất video quảng cáo (PV) cho các công ty và tổ chức lớn, trước khi mở rộng sang ngành công nghiệp hoạt hình. Vào năm 2009, công ty mở một chi nhánh sản xuất anime tên Shiroishi Studio tại thành phố Shiroishi thuộc tỉnh Miyagi.

## Tác phẩm

### Phim truyền hình
| Năm phát sóng | Tựa đề                                      | Đạo diễn            | Số tập | Ghi chú                                                                                      |
| ------------- | ------------------------------------------- | ------------------- | ------ | -------------------------------------------------------------------------------------------- |
| 2006          | Hello Kitty: Ringo no mori no Fantasy       | Oba Hideaki         | 13     | Loạt phim hoạt hình dựa trên nhân vật Hello Kitty.                                           |
| 2007          | Hello Kitty: Ringo no mori no Mystery       | Oba Hideaki         | 13     |                                                                                              |
| 2007          | Hello Kitty: Ringo no mori to Parallel Town | Oba Hideaki         | 27     |                                                                                              |
| 2007          | Blue Drop                                   | Masahiko Ōkura      | 13     | Chuyển thể từ bộ manga cùng tên do Yoshitomi Akihito sáng tác. Hợp tác sản xuất với BeSTACK. |
| 2007          | Sugarbunnies                                | Kugimiya Hiroshi    | 26     | Loạt phim truyền hình dựa trên bộ đôi nhân vật Sugarbunnies.                                 |
| 2008          | Sugarbunnies: Chocolat!                     | Kugimiya Hiroshi    | 26     |                                                                                              |
| 2009          | Sugarbunnies: Fleur                         | Kugimiya Hiroshi    | 26     |                                                                                              |
| 2010          | Super Robot Wars OG: The Inspector          | Ōbari Masami        | 26     | Tác phẩm gốc.                                                                                |
| 2012          | Picchipichi Shizuku-chan                    | Nonaka Kazumi       | 52     | Dựa trên cuốn sách thiếu nhi do Q-LiA viết.                                                  |
| 2013          | Heroes: Battle Disk Densetsu                | Hosoda Masahiro     | 26     | Tác phẩm gốc.                                                                                |
| 2014          | Himegoto                                    | Takeyuki Yanase     | 13     | Chuyển thể từ bộ manga cùng tên do Tsukudani Norio viết và vẽ tranh.                         |
| 2014          | Orenchi no furo jijō                        | Aoi Sayo            | 13     | Chuyển thể từ manga của Itokichi.                                                            |
| 2015          | Funassyi no FunaFunaFuna Biyori             | Yamauchi Tomio      | 130    | Loạt phim truyền hình dựa trên linh vật Funassyi của thành phố Funabashi.                    |
| 2015          | Million Doll                                | Kawaguchi Keiichiro | 11     | Dựa trên bộ truyện tranh mạng (web manga) của tác giả Ai.                                    |
| 2015          | Onsen yōsei Hakone-chan                     | Yanase Takeyushi    | 13     | Chuyển thể từ bộ manga do Yui Daisuke viết và vẽ tranh. Sản xuất cùng với Production Reed.   |
| 2016          | Pan de Peace!                               | Tsuji Hatsuki       | 13     | Chuyển thể từ manga của Emily.                                                               |
| 2018          | Omae wa mada gunma o shiranai               | Mankyū              | 12     | Chuyển thể từ bộ manga của Ida Hiroto.                                                       |
| 2019          | Namu Amida Bu! -Rendai Utena-               | Oguro Akira         | 12     | Dựa trên trò chơi smartphone Namu Ami Dabutsu! -Utena- của DMM Games.                        |
| 2021          | Tenchi sōzō Design-bu                       | Masui Sochi         | 13     | Chuyển thể từ bộ manga do Hebi-Zou, Suzuki Tsuta viết và Tarako vẽ tranh.                    |
| 2021          | WAVE!! Surfing Yappe!!                      | Oazaki Takaharu     | 12     | Loạt anime truyền hình của series WAVES!!.                                                   |
| 2021          | Peach Boy Riverside                         | Ueda Shigura        | 12     | Chuyển thể từ bộ manga do Coolkyousinnjya viết và vẽ tranh.                                  |
| 2022          | Doll's Frontline                            | Ueda Shigeru        | 12     | Dựa trên trò chơi smartphone Girls' Frontline của MICA Team.                                 |
| 2023          | Ars no Kyojuu                               | Oguro Akira         | 12     | Tác phẩm nguyên tác.                                                                         |
| 2023          | Otonari ni Ginga                            | Kimura Ryuichi      | 12     | Dựa trên manga của Amagakure Gido.                                                           |
| 2023          | B-Project: Netsuretsu*Love Call             | Takeda Mutsumi      | 12     | Phần tiếp theo của B-Project: Zecchou*Emotion.                                               |
| 2024          | Mahō Shōjo ni Akogarete                     | Suzuki Tadato       | 12     | Dựa theo manga của Ononaka Akihiro.                                                          |
| 2025          | Hazure Skill "Kinomi Master"                | Kimura Ryuuichi     |        | Dựa theo manga do Hanyuu viết và Isegawa Yasutaka minh hoạ.                                  |
| chưa công bố  | Teogonia                                    | Mori Kunihiro       |        | Dựa theo light novel của Tanimai Tsukasa.                                                    |

### Phim anime điện ảnh
- Heart no Kuni no Alice: Wonderful Wonder World (2011)[26]
- Santa Company: Christmas no himitsu (2019)[27]
- WAVE!! Surfing Yappe!! (2020)[28]

### OVA/ONA
- Angel Blade Punish! (2004–2005)
- Haru no Ashioto: Ourin Dakkan (2006)
- Tokimeki Memorial 4 OAV: Hajimari no Finder (2009)
- Prism Magical: Prism Generations! (2010)
- Sorette♡Dakara ne! (2011)
- Shiroishi no Yousei Pichi (2011)
- Chōyū Sekai: Being the Reality (2017)